# Losnaätten
Losnaätten var en norsk stormannaätt under slutet av medeltiden.
Erlend Filippussøn (död 1407) var riksråd och kunglig uppbördsfogde i Bergen. Hans son Endride Erlendssøn (död 1450) var en av riksrådets främste medlemmar och en av ledarna för dess politik mot hanseaterna på 1440-talet. Han var uppbördsfogde i Bergen och hövitsman på Tønsberg och deltog i flera av de unionella rådsbesluten.